# Vrachonisída Xeronísi
Vrachonisída Xeronísi är en ö i Grekland.   Den ligger i prefekturen Nomós Kaválas och regionen Östra Makedonien och Thrakien, i den nordöstra delen av landet, 300 km norr om huvudstaden Aten. Arean är 0,16 kvadratkilometer.
Terrängen på Vrachonisída Xeronísi är lite kuperad. Öns högsta punkt är 75 meter över havet. 